# Finance (Magazin)
Finance (Eigenschreibweise: FINANCE) ist eine Finanzfachzeitschrift und crossmediale Medienmarke, die Themen aus der Unternehmens- und Finanzwelt behandelt. Der inhaltliche Schwerpunkt liegt auf Kapitalmarkt- und Corporate-Finance-Themen. Zielgruppe sind Finanzentscheider großer und mittelständischer deutscher Unternehmen.

## Geschichte
Die erste Finance-Ausgabe erschien im Juli 2000 als Gemeinschaftsprojekt der Gründungsherausgeber F.A.Z.-Institut für Management-, Markt- und Medieninformationen GmbH, der Manager Magazin Verlagsgesellschaft mbH und der Günther Würtele Information GmbH.
Gegründet als Fachmagazin für Mergers & Acquisitions (M&A) und Unternehmensfinanzierung, entwickelte sich Finance im Laufe der Jahre zu einer Community-Zeitschrift für Finanzchefs. Seit 2001 gehört Finance zum Fachverlag Frankfurt Business Media GmbH (ehemals Financial Gates GmbH), einem Unternehmen der F.A.Z.-Verlagsgruppe. 2012 wurde die Online-Plattform gestartet.

## Inhalte
Die Fachzeitschrift erscheint sechs Mal im Jahr und hat eine Auflage von 18.000 Exemplaren (2/2016). Der Inhalt ist in drei Ressorts unterteilt:
- Unternehmen & Märkte deckt Entwicklungen in Unternehmen und Trends in Finanzierungsmärkten ab.
- In Persönlich & Personal finden sich Informationen zu Personalveränderungen auf Finanzentscheider-Ebene sowie CFO-Porträts und -Interviews.
- Das Ressort Strategie & Effizienz befasst sich mit der operativen Seite der CFO-Aufgaben und umfasst Artikel aus Bereichen wie etwa Controlling und Bilanzierung, Treasury und M&A.

Zum Angebot der Webseite gehört auch das Web-TV-Format Finance-TV, das mehrmals pro Woche aktuelle Interviews mit Finanzchefs und Marktexperten ausstrahlt.

## Veranstaltungen
Seit 2005 veranstaltet Finance jährlich im Herbst den Branchentreff Structured Finance, ein Kongress samt Ausstellung für Unternehmensfinanzierung und strukturierte Finanzprodukte. Es werden die Awards CFO des Jahres und Treasury des Jahres verliehen.